# Otloh de Saint-Emmeram
Otloh de Saint-Emmeram ou Othlon de Ratisbonne (en latin : Othlonus Ratisbonensis), né vers 1010 et mort vers 1072, était un moine bénédictin de l'abbaye Saint-Emmeran à Ratisbonne, auteur d'une vaste œuvre d'édification. Ses ouvrages ont été conservés dans les manuscrits qu’il a lui-même rédigés.
Au début du XVIIIe siècle, Bernhard Pez a identifié le corpus des textes d’Otloh et l’a édité. On le retrouve dans la Patrologie latine sous le nom Othlonus.

## Biographie
Les propres textes d'Otloh, qui contiennent plusieurs passages autobiographiques, sont la source fondamentale pour reconstituer sa vie, dont voici un aperçu. Otloh naquit aux alentours de 1010, dans le diocèse de Freising probablement. Il apprit à lire et à écrire à Tegernsee et comme il écrivait très bien, il fut envoyé, encore enfant, à Hersfeld pour y effectuer des travaux d'écriture. Il revint ensuite dans le diocèse de Freising, mais n'y resta pas car il était entré en conflit avec l'évêque Meginhard. Il partit alors pour Ratisbonne où il fut accueilli comme clerc au monastère Saint-Emmeram.
Là, il choisit de se faire moine. C'était en l'année 1032. Il resta à Saint-Emmeram jusqu'en 1062, quand il dut trouver refuge à Fulda après avoir fui son monastère d'origine où il redoutait d'être assassiné. En 1066, il revint après s'être arrêté à Amorbach pour s'assurer qu'il pouvait rentrer sans crainte. À part ce voyage, Otloh est très discret sur ses rapports avec l’extérieur et les événements qui ont marqué sa vie semblent d'ordre spirituel. Il disparut un 23 novembre, peut-être celui de l’année 1070, quelques années après être revenu de Fulda, sans que soient connues les exactes circonstances.
La grande partie de l’existence du moine Otloh a été consacrée aux lettres. Il est un calligraphe reconnu, a enseigné, et a composé ses propres textes, en se concentrant toujours sur la littérature chrétienne. Son œuvre est avant tout constituée de présentations et d’explications sous diverses formes des préceptes de la religion chrétienne, destinés à édifier ses lecteurs.

## Œuvres
- De temptatione
- Dialogus de tribus quæstionibus
- De cursu spirituali
- De translatione s. Dionysii e Francia in Germaniam (fragments dont l'autorité est discutée)
- De miraculo quod nuper accidit cuidam laico
- Manualis pro admonitione clericorum et laicorum
- De spirituali doctrina
- Liber Proverbiorum
- Sermo in natali apostolorum
- Liber visionum
- Vita Sancti Wolfkangi
- Vita Sancti Nicolai
- Vita Sancti Altonis
- Vita Sancti Bonifatii
- Vita Sancti Magni

## Éditions
- Patrologie latine, 146, col. 27-434 lire en ligne
- Othloni Libellus Proverbiorum, éd. G.C. Korfmacher, Loyola University Press, 1936.
- Otloh von St. Emmeram 'Liber de temptatione cuiusdam monachi'. Untersuchung, kritische Edition und Übersetzung, éd. et traduction en allemand Sabine Gäbe, Peter Lang, 1999
- Liber Visionum, éd. Paul Gerhard Schmidt in MGH Quellen zur Geistesgeschichte (Böhlau, 1989).
- Translationis et inventionis sancti Dionysii Ratisponensis historia, éd. Adolf Hofmeister in MGH Scriptores vol. 30/2 (Hiersemann, 1926), 823-37.
- Vitae Bonifatii libri duo, éd. Wilhelm Levison in Vitae Sancti Bonifatii archiepiscopi Mogutini (MGH Scriptores rerum Germanicarum in usum scholarum separatim editi, vol. 57) (Hahn, 1905), 111-217.
- Vita sancti Magni, éd. in Maurice Coens, « La Vie de S. Magne de Füssen par Otloh de St.-Emmeran » Analecta Bollandiana 81 (1963): 159-227.